# Cosmic Cowboys
"Cosmic Cowboys" es una serie animada franco-canadiense de 2004 creada por Jan Van Rijsselberge (acreditado como Eddy Marx) y dirigida por Hugo Gittard, François Rosso y Lauerent Nicolas. La serie se estrenó por primera vez en Quebec el 4 de enero de 2004 en el canal Vrak TV y el 24 de enero fue transmitida en Francia por el canal France 3 - TO3.
En España, la serie se estrenó en Canal Sur en el año 2004.

## Reparto
| Personaje         | Actores/actrices originales ingleses (Canadá) | Actores/actores de doblaje francés (Quebec) | Actores/actrices de doblaje castellano |
| ----------------- | --------------------------------------------- | ------------------------------------------- | -------------------------------------- |
| Dook              | Danny Wells                                   | Jean-Marie Moncelet                         | –                                      |
| Curtis            | Rick Jones                                    | François Caffiaux                           | –                                      |
| Bob               | Rick Jones                                    | Hugolin Chevrette-Landesque                 | –                                      |
| Granny            | Kathleen Fee                                  | Élisabeth Chouvalidzé                       | –                                      |
| Voces adicionales | Richard M. Dumont y Terrence Scammell         | –                                           | –                                      |